# 경상남도의 사찰 목록
경상남도의 사찰 목록은 문화관광부의 2005년 5월 자 자료를 기본으로 하여 빠진 내용을 추가한 것들이다.
- 계승사 - 경상남도 고성군 영현면 대법리 산17-1 (조계종)
- 계원사 - 경상남도 양산시 중부동 74 (조계종)
- 고견사 - 경상남도 거창군 가조면 수월리 1 (조계종)
- 관룡사 - 경상남도 창녕군 창녕읍 옥천리 292 (조계종)
- 광산사 - 경상남도 창원시 마산회원구 내서읍 신감리 47 (조계종)
- 구천암 - 경상남도 김해시 생림면 생철리 산58-4 (조계종)
- 극락암 - 경상남도 창녕군 창녕읍 옥천리 397 (조계종)
- 금대암 - 경상남도 함양군 마천면 가흥리 산 17-1 (조계종)
- 금봉암 - 경상남도 거창군 고재면 봉산리 산 236-1 (조계종)
- 내원사 - 경상남도 양산시 하북면 용연리 291 (조계종)
- 내원사 - 경상남도 산청군 삼장면 대포리 583 (조계종)
- 다솔사 - 경상남도 사천시 곤명면 용산리 86 (조계종)
- 대법사 - 경상남도 밀양시 무안면 중산리 산 50-6 (조계종)
- 대원사 - 경상남도 산청군 삼장면 유평리 2 (조계종)
- 도성암 - 경상남도 창녕군 창녕읍 송현리 8 (조계종)
- 두방암 - 경상남도 진주시 문산면 상문리 362 (조계종)
- 만어사 - 경상남도 밀양시 삼량진읍 용전리 산4 (조계종)
- 망운암 - 경상남도 남해군 남해읍 아산리 1413-1 (조계종)
- 모은암 - 경상남도 김해시 생림면 생철리 180 (조계종)
- 무봉사 - 경상남도 밀양시 내일동 37 (조계종)
- 문수암 - 경상남도 고성군 상리면 무선리 134  (조계종)
- 미타암 - 경상남도 양산시 소주동 산171 (조계종)
- 백련암 - 경상남도 의령군 가례면 개승리 792 (조계종)
- 백운암 - 경상남도 김해시 상동명 여차리 산 175 (조계종)
- 법화암 - 경상남도 창녕군 영산면 구계리 산37-1 (조계종)
- 법흥사 - 경상남도 남해군 남해읍 북변리 595 (조계종)
- 벽송사 - 경상남도 함양군 마천면 추성리 259 (조계종)
- 보리암 - 경상남도 남해군 상주면 상주리 2065 (조계종)
- 보림사 - 경상남도 함양군 함양읍 운림리 289 (조계종)
- 불곡사(佛谷寺) - 경상남도 창원시 성산구 대방동 1036-1 (법화종)
- 삼성암 - 경상남도 창녕군 계성면 사리 산 78 (조계종)
- 상연대 - 경상남도 함양군 백전면 백운리 산78-1 (조계종)
- 석골사 - 경상남도 밀양시 산내면 원서리 454 (조계종)
- 석불사 - 경상남도 창녕군 창녕읍 말흘리 산11 (법화종)
- 성덕암 - 경상남도 창원시 마산합포구 추산동 산 1 (조계종)
- 성전암 - 경상남도 진주시 이반성면 장안리 산31 (조계종)
- 성조암 - 경상남도 김해시 삼정동 산2 (조계종)
- 성주사 - 경상남도 창원시 성산구 천선동 102 (조계종)
- 성흥사 - 경상남도 창원시 진해구 대장동 180 (조계종)
- 세진암 - 경상남도 거제시 거제면 동상리 270-1 (조계종)
- 송계사 - 경상남도 거창군 북상면 소정리 1694 (조계종)
- 수도사 - 경상남도 의령군 용덕면 이목리 636 (조계종)
- 신흥사 - 경상남도 양산시 원동면 영포리 268 (조계종)
- 심적사 - 경상남도 산청군 산청읍 내리 1127 (조계종)
- 심적정사 - 경상남도 산청군 산청읍 지리 2878 (조계종)
- 쌍계사 - 경상남도 하동군 화개면 운수리 208 (조계종)
- 안정사 - 경상남도 통영시 광도면 안정리 1888 (법화종)
- 양천암 - 경상남도 하동군 북천면 화정리 산3 (조계종)
- 연수사 - 경상남도 거창군 남상면 무촌리 40-1 (조계종)
- 연호사 - 경상남도 합천군 합천읍 합천리 203 (조계종)
- 연화사 - 경상남도 진주시 옥봉북동 449-1 (조계종)
- 영각사 - 경상남도 함양군 서상면 상남리 산1047 (조계종)
- 영구암 - 경상남도 김해시 삼방동 874 (조계종)
- 영원사 - 경상남도 함양군 마천면 삼전리 953 (조계종)
- 옥천사 - 경상남도 고성군 개천면 북평리 408 (조계종)
- 용문사 - 경상남도 남해군 이동면 용소리 868 (조계종)
- 용추사 - 경상남도 함양군 안의면 상원리 962 (조계종)
- 용화사  - 경상남도 양산시 물금읍 물금리 595 (조계종)
- 용화사  - 경상남도 통영시 봉평동 404 (조계종)
- 우곡사 - 경상남도 창원시 의창구 동읍 단계리 7 (조계종)
- 운대암 - 경상남도 남해군 창선면 옥천리 882 (조계종)
- 운암사 - 경상남도 의령군 부림면 경산리 837 (조계종)
- 운흥사 - 경상남도 고성군 하이면 와룡리 442 (조계종)
- 원명사 - 경상남도 김해시 대동면 초정리 208 (조계종)
- 원효암 - 경상남도 양산시 상북면 대석리 1-1 (조계종)
- 원효암 - 경상남도 함안군 군북면 사촌리 산70-1 (조계종)
- 유학사 - 경상남도 의령군 부림면 묵방리 49 (조계종)
- 율곡사 - 경상남도 산청군 신등면 율현리 1030 (조계종)
- 은하사 - 경상남도 김해시 삼방동 882 (조계종)
- 응석사 - 경상남도 진주시 집현면 정평리 741 (조계종)
- 의곡사 - 경상남도 진주시 상봉동 415-1 (조계종)
- 의림사 - 경상남도 창원시 마산합포구 진북면 인곡리 439 (조계종)
- 장유암 - 경상남도 김해시 대청동 산69-8-1 (조계종)
- 장의사 - 경상남도 고성군 거류면 신룡리 1077 (조계종)
- 장춘사 - 경상남도 함안군 칠북면 영동리 14 (조계종)
- 정법사 - 경상남도 창원시 마산합포구 추산동 65-2 (조계종)
- 정취암 - 경상남도 산청군 신등면 양전리 78 (조계종)
- 지곡사 - 경상남도 산청군 산청읍 내리 772-5 (조계종)
- 창녕포교당 - 경상남도 창녕군 창녕읍 말흘리 123-2 (조계종)
- 청곡사 - 경상남도 진주시 금산면 갈전리 18 (조계종)
- 청련암 - 경상남도 창녕군 계성면 사리 852 (조계종)
- 칠불사 - 경상남도 하동군 화개면 범왕리 1605 (조계종)
- 통도사 - 경상남도 양산시 하북면 지산리 583 (조계종)
- 표충사 - 경상남도 밀양시 단장면 구천리 산 23 (조계종)
- 학방암 - 경상남도 하동군 양보면 박달리 133-1 (조계종)
- 한산사 - 경상남도 하동군 악양면 평사리 산 47 (조계종)
- 해운사 - 경상남도 구미시 남통동 산94 (조계종)
- 해은사 - 경상남도 김해시 어방동 964 (조계종)
- 해인사 - 경상남도 합천군 가야면 치인리 10 (조계종)
- 호국사 - 경상남도 진주시 남성동 214-5 (조계종)
- 홍룡사 - 경상남도 양산시 상북면 대석리 산1 (조계종)
- 홍제사 - 경상남도 밀양시 무안면 무안리 901-4 (조계종)
- 화방사 - 경상남도 남해군 고현면 대곡리 1448 (조계종)
- 흥부암 - 경상남도 김해시 외동 산2 (조계종)

## 같이 보기
- 한국의 사찰 목록 (가나다순)
- 한국의 사찰 목록 (지역별)